# Bombs Over Burma
Pour plus de détails, voir Fiche technique et Distribution.
Bombs Over Burma est un film américain réalisé par Joseph H. Lewis, sorti en 1942.

## Synopsis
En 1942, des guérilleros chinois combattant en Birmanie participent à la construction d'une route vital pour Les forces Alliés mais ils vont faire face à des actes de sabotages ennemis.

## Fiche technique
- Titre : Bombs Over Burma
- Réalisation : Joseph H. Lewis
- Scénario : Joseph H. Lewis et Milton Raison
- Photographie : Robert E. Cline
- Montage : Charles Henkel Jr. (en)
- Pays d'origine : États-Unis
- Genre : aventure et espionnage
- Date de sortie : 1942

## Distribution
- Anna May Wong : Lin Ying
- Noel Madison : Me-Hoi
- Leslie Denison : Sir Roger Howe
- Nedrick Young : Slim Jenkins
- Dan Seymour : Pete Brogranza
- Frank Lackteen (en) : Hallam
- Teala Loring (en) : Lucy Dell
- Dennis Moore : Tom Whitley
- Richard Loo : le colonel japonais